# Barbara Kaja
Barbara  Maria  Kaja (ur. 4 listopada 1944 w Bydgoszczy) – polski pedagog i psycholog, profesor Uniwersytetu Kazimierza Wielkiego w Bydgoszczy. Specjalizuje się w zakresie psychologii wychowawczej i psychologii wspomagania rozwoju.

## Życiorys
Doktor pedagogiki (1976) i psychologii (1987). W 1992 roku na Wydziale Filologiczno-Historycznym Uniwersytetu Gdańskiego, uzyskała stopień naukowy doktora habilitowanego nauk humanistycznych w zakresie psychologii (praca pt. Problemy diagnozy i terapii zaburzeń rozwoju u dzieci w wieku przedszkolnym). W 2001 roku uzyskała tytuł naukowy profesora nauk humanistycznych.
Była prodziekanem i dziekanem Wydziału Pedagogiki i Psychologii Akademii Bydgoskiej im. Kazimierza Wielkiego, później pracowała na stanowisku profesora zwyczajnego na Wydziale Pedagogiki i Psychologii w Instytucie Psychologii i kierownik pracy badawczo-naukowej Diagnoza dysleksji. Aktualnie kierownik Katedry Psychologii Wspomagania Rozwoju.
W 2002 roku została odznaczona Krzyżem Kawalerskim Orderu Odrodzenia Polski.

## Wybrane prace naukowe
- Zarys terapii dziecka. (5 wydań)
- Problemy diagnozy i terapii zaburzeń rozwoju u dzieci w wieku przedszkolnym. 1987
- Rozwód w rodzinie a osobowość dziecka. Bydgoszcz 1992
- Red. nauk. serii: Wspomaganie rozwoju. Psychostymulacja i psychokorekcja. (8 tomów od 1997)
- Problemy psychologii wychowania. Teoria i praktyka. Bydgoszcz 2001
- Diagnoza dysleksji. Bydgoszcz 2003
- Wspomaganie rozwoju – czyli dobrze jest mieć przyjaciół we wszystkich okolicznościach życia. Bydgoszcz 2004
- Psychologia wspomagania rozwoju. Sopot 2010